# Melgaço (Portogallo)
Melgaço (mɛɫ'gasu) è un comune portoghese di 9 996 abitanti situato nel distretto di Viana do Castelo. È il comune più settentrionale del Portogallo.

## Freguesias
- Alvaredo (con la chiesa di San Martino)
- Castro Laboreiro
- Chaviães
- Cousso
- Cristoval
- Cubalhão
- Fiães
- Gave
- Lamas de Mouro
- Paços
- Paderne
- Parada do Monte
- Penso
- Prado
- Remoães
- Roussas
- São Paio
- Vila

## Società

### Evoluzione demografica
Abitanti censiti